# Аджи-Чай
Аджи-Чай (Аджичай; перс. آجی‌چای‎, азерб. آجی چای Acı çay), также Тельхеруд (перс. تلخه رود‎) — река на северо-западе Ирана. Находится в провинции Восточный Азербайджан. Длина реки — 200 км. Площадь водосборного бассейна выше Тебриза — 8100 км².
Тельхеруд берёт начало на склонах горы Себелан. К северу-востоку от Тебриза в реку впадает приток Куричай.